# Sarothrias indicus
Sarothrias indicus is een keversoort uit de familie Jacobsoniidae. De wetenschappelijke naam van de soort is voor het eerst geldig gepubliceerd in 1978 door Dajoz.